# Півкі
Півкі (пол. Piwki) — село в Польщі, у гміні Кутно Кутновського повіту Лодзинського воєводства.
Населення — 151 особа (2011).
У 1975-1998 роках село належало до Плоцького воєводства.

## Демографія
Демографічна структура станом на 31 березня 2011 року:
|          | Загалом | Допрацездатний вік | Працездатний вік | Постпрацездатний вік |
| -------- | ------- | ------------------ | ---------------- | -------------------- |
| Чоловіки | 65      | 12                 | 50               | 3                    |
| Жінки    | 86      | 16                 | 44               | 26                   |
| Разом    | 151     | 28                 | 94               | 29                   |